# Pseudoterpna axillaria
Pseudoterpna axillaria är en fjärilsart som beskrevs av Achille Guenée 1858. Pseudoterpna axillaria ingår i släktet Pseudoterpna och familjen mätare. Inga underarter finns listade.